# Стариград (Копривниця)
Стариград (хорв. Starigrad) — населений пункт у Хорватії, в Копривницько-Крижевецькій жупанії у складі міста Копривниця.

## Населення
Населення за даними перепису 2011 року становило 2 386 осіб.
Динаміка чисельності населення поселення: